# مسجد جامع خمین
مسجد جامع خمین مربوط به دوره قاجار است و در خمین، در همسایگی بازار واقع شده و این اثر در تاریخ ۹ فروردین ۱۳۷۸ با شمارهٔ ثبت ۲۲۹۵ به‌عنوان یکی از آثار ملی ایران به ثبت رسیده است.